# Гарднер, Кори
Кори Скотт Гарднер (англ. Cory Scott Gardner; 22 августа 1974, Юма, Колорадо, США) — американский политик-республиканец. Был членом Палаты представителей с 2011 по 2015, бывший сенатор США от штата Колорадо с 2015 по 2021, проигравший выборы в Сенат штата Колорадо в 2020 году.

## Биография
В 1997 году получил степень бакалавра в Университете штата Колорадо, а в 2001 — диплом юриста в Школе права Университета Колорадо. С 2002 по 2005 он работал помощником сенатора Уэйна Алларда, с 2005 по 2010 год был членом Палаты представителей Колорадо.